# Actocharis
Actocharis is een geslacht van kevers uit de familie van de kortschildkevers (Staphylinidae).

## Soorten
- Actocharis cassandrensis Assing, 1992
- Actocharis readingii Sharp, 1870